# Acraephnes
Acraephnes é um gênero de mariposas pertencente à família Depressariidae.

## Espécies
- Acraephnes cryeropis (Turner, 1947)
- Acraephnes innubila (Turner, 1927)
- Acraephnes inscripta (Turner, 1947)
- Acraephnes litodes (Turner, 1947)
- Acraephnes nitida Turner, 1947
- Acraephnes nivea Turner, 1947
- Acraephnes sulfurata (Meyrick, 1907)